# Дёмин, Александр Евгеньевич
Дёмин Александр Евгеньевич (род. 14 октября 1978, Пущино Московской области) — российский политический деятель и чиновник, Глава управы района Чертаново Северное города Москвы.

## Биография
Среднее образование получил в Школе № 3 города Пущино
В 1996 окончил Государственный профессиональный лицей г. Серпухова Московской области, где получил специальность — электрогазосварщик. В 2008 г. закончил Московский государственный университет «МАМИ», специальность — инженер, в 2017 г. окончил Российскую академию народного хозяйства и государственной службы при Президенте России, факультет — государственное и муниципальное управление.
С 1996 работал в АОЗТ «Балковский» электрогазосварщиком. С 1997 по 2009 проходил службу в МВД, МЧС. Звание-майор внутренней службы в запасе, с 2009 работал в Государственном учреждении «Инженерная служба района Солнцево» (инженер, заместитель директора по благоустройству), с 2010-заведующий сектором жилищно-коммунального хозяйства управы района Солнцево, с 2011 — руководитель аппарата управы района Солнцево, с 2012 — глава администрации муниципального округа Солнцево, с 2013 — заместитель главы управы по делам несовершеннолетних и защите их прав, развитию досуговой, социально-воспитательной и спортивной работы с населением по месту жительства района Солнцево, с 2014-первый заместитель главы управы по вопросам жилищно-коммунального хозяйства и потребительского рынка, с 2015 первый заместитель главы управы по вопросам жилищно-коммунального хозяйства, благоустройства и строительства района Бирюлево Восточное, с 2016 первый заместитель главы управы по вопросам жилищно-коммунального хозяйства, благоустройства и строительства района Чертаново Северное, с 6 марта 2017 по настоящее время глава управы района Чертаново Северное, Государственный советник 1 класса.
Женат, двое детей

## Награды
- Медаль «200 лет МВД»;
- Медаль «За отличие в службе» III степени;
- Нагрудный знак МЧС России «За заслуги»;
- Грамота префекта Западного административного округа г. Москвы.
- Грамота префекта Южного административного округа г. Москвы.
- Памятная медаль и грамота Президента Российской Федерации В. В. Путина «XXII Олимпийские зимние игры и XI Паралимпийские зимние игры 2014 года в г. Сочи»
- Благодарность Мэра Москвы[источник не указан 742 дня]